# Асаф-хан
Наваб Абдул Хасан Асаф-хан Бахадур, носивший также мансабы Йамин ад-Даула и Хан-и-Ханан (1569 — 12 июня 1641) — государственный деятель империи Великих Моголов первой половины XVII века персидского происхождения, брат главной жены падишаха Джахангира Нур-Джахан и отец главной жены падишаха Шах Джахана I Мумтаз-Махал, дед по материнской линии падишаха Аламгира I. Вакил-и-Мутлак (первый министр) падишахов Джахангира и Шах Джахана I (до 1632 года).

## Возвышение
Началом своей политической карьеры Асаф-хан обязан своей сестре Нур-Джахан, любимой жене Джахангира, и своему отцу Мирзе Гийас-Бегу (ум. 1622), первому министру падишаха, удостоенному за свои заслуги мансаба Итимад ад-Даула («Опора государства»). Асаф-хан занял среди официальных советников падишаха Джахангира второе по значению место после своего отца. В 1612 году Асаф-хан выдал свою дочь Арджуманд Бану Кадсия-бегум, более известную под своим мансабом Мумтаз-Махал («Украшение Дворца»), за наследника престола шахзаде Шах Джахана Бахадура.
Начиная с 1611 года, когда падишах Джахангир взял в жёны Нур-Джахан, её семья (собственно Нур-Джахан, её отец и Асаф-хан) приобрела огромное влияние на падишаха и на принятие решений по ключевым государственным вопросам. Власть Нур-Джахан и Асаф-хана стала фактически безраздельной после того как в 1620 году здоровье падишаха, серьёзно злоупотреблявшего алкоголем и опиумом, пошатнулось настолько, что ему стало трудно заниматься непосредственным управлением государством. В 1625 году Асаф-хан был назначен субадаром Лахора.

## Борьба за власть

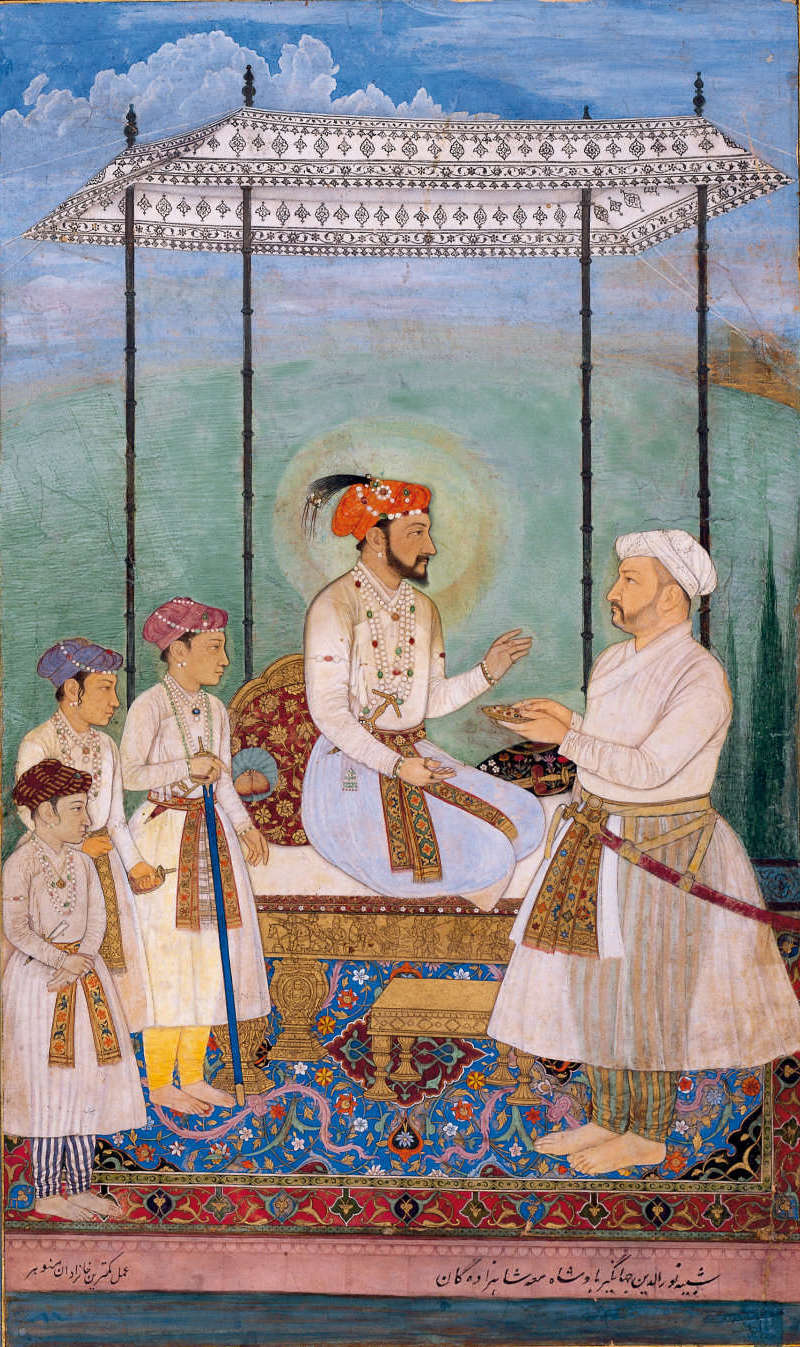
Асаф-хан перед своим зятем падишахом Шах Джаханом I и его сыновьями Дара Шукохом, Шах Шуджой и Аурангзебом

Когда наследник престола, зять Асаф-хана, шахзаде Шах Джахан Бахадур начал выходить из-под влияния Нур-Джахан и становиться самостоятельной политической фигурой, Нур-Джахан решила лишить его права престолонаследия и сделать наследником другого шахзаде, слабого и безвольного Султан Шахрияра-мирзу, четвёртого сына Джахангира. В апреле 1621 года Нур-Джахан устроила свадьбу шахзаде Султан Шахрияра-мирзы с её дочерью от первого брака Ладили Бегум. После того как в январе 1622 года скончался Итимад ад-Даула Мирза Гийас-Бег отношения между его детьми Нур-Джахан и Асаф-ханом начали постепенно портиться.
В марте 1626 года поднявший мятеж военачальник Махабат-хан, старый враг Асаф-хана, пленил следовавших в Кабул падишаха Джахангира, Нур-Джахан и самого Асаф-хана. Захват падишаха Махабат-ханом произошёл после того как Асаф-хан, знавший о приближении своего недруга с отрядом из пяти тысяч раджпутов, неосмотрительно переправился с основной частью армии через реку, оставив падишаха на восточном берегу с незначительным отрядом телохранителей. После неудачной попытки переправиться обратно через реку и освободить Джахангира Асаф-хан в панике бежал в Аттокскую крепость. Когда Махабат-хан подступил к крепости, Асаф-хан вынужден был сдаться на милость победителя.
Через несколько месяцев мятеж Махабат-хана был подавлен (сам Махабат-хан бежал к шахзаде Шах Джахану Бахадуру), а примерно через год, осенью 1627 года, падишах Джахангир скончался по дороге из Кашмира в Лахор. Асаф-хан немедленно послал гонца к Шах Джахану Бахадуру с новостью о кончине его отца.
Асаф-хан решил, что пробил его звёздный час, и начал действовать с неожиданной решимостью и знанием дела. Поскольку в момент смерти падишаха в его лагере отсутствовали и Шах Джахан Бахадур, и Султан Шахрияр-мирза, Асаф-хан разными способами привлёк на свою сторону большинство влиятельных сановников и провозгласил новым падишахом четырнадцатилетнего Султан Давар Бахша, сына убитого Султан Хусрау-мирзы, мятежного старшего сына Джахангира. На короткое время Асаф-хан стал фактически единоличным правителем при юном падишахе.
Однако такой поворот событий совершенно не устраивал его сестру Нур-Джахан и она срочно отправила письмо в Лахор, где пребывал в депрессии шахзаде Султан Шахрияр-мирза, пытавшийся излечиться от проказы. Нур-Джахан потребовала от шахзаде немедленно привести верные войска в боевую готовность. Однако вскоре Асаф-хан, предвидя противодействие со стороны сестры, приказал заключить Нур-Джахан под домашний арест и забрал к себе находившихся на её попечении шахзаде Дара Шикоха и Аурангзеба, сыновей Шах Джахана Бахадура.
Во главе имперских войск Асаф-хан и Султан Давар Бахш выступили на Лахор, где Султан Шахрияр-мирза на казённые деньги набирал огромную, но необученную армию. Вскоре Асаф-хан разгромил неопытные наёмные войска Султан Шахрияр-мирзы под Лахором, а его самого принудил сдаться в плен и приказал ослепить. После победы над Шахрияр-мирзой Асаф-хан получил от двигавшегося в Агру Шах Джахана письмо с приказанием отправить в мир иной Султан Давар Бахша, Султан Шахрияр-мирзу, а также двух сыновей шахзаде Султан Даниала-мирзы (сына падишаха Акбара), Таймурасп-мирзу и Хушанг-мирзу. В январе 1628 года Асаф-хан послушно исполнил приказание нового падишаха.

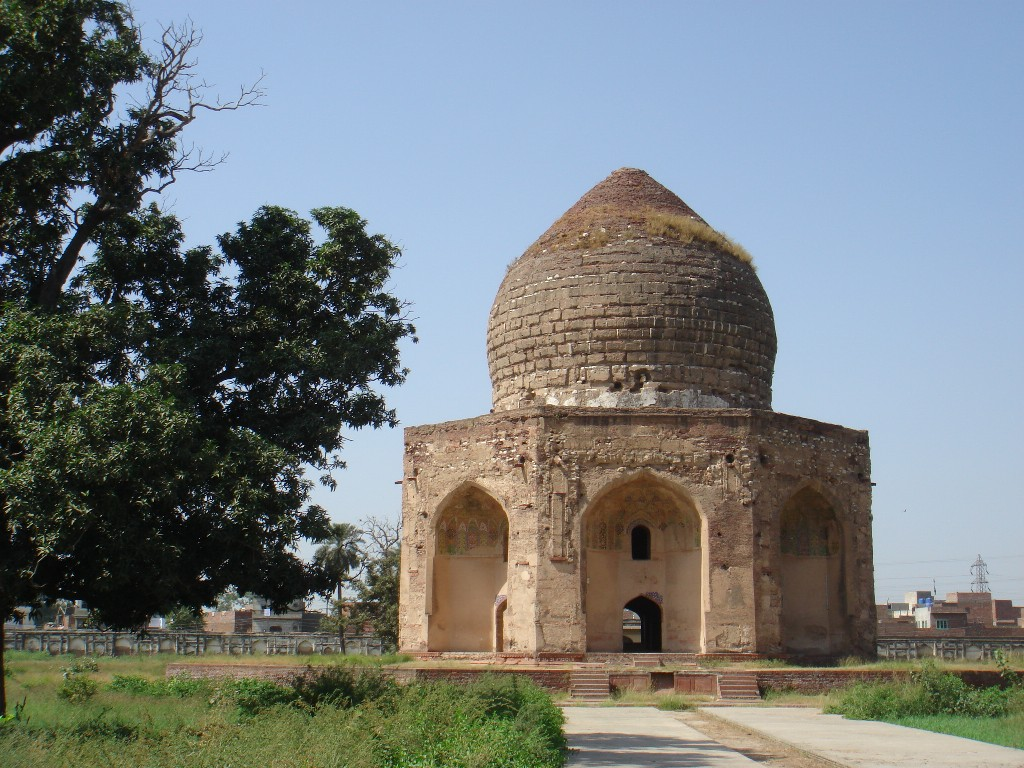
Гробница Асаф-хана в Лахоре

## На службе у Шах Джахана I
В феврале 1628 года Асаф-хан в сопровождении двух сыновей нового падишаха, шахзаде Дара Шикоха и Аурангзеба, прибыл в Агру, где Шах Джахан I пожаловал ему должность первого министра. Асаф-хан пребывал на этой должности до 1632 года, когда после провальной осады Биджапура потерял благосклонность падишаха.
Асаф-хан умер 12 июня 1641 года во время восстания раджи Джагат-Сингха Падхании. Его сын Шаиста-хан впоследствии также занял должность первого министра и сделался ближайшим сподвижником падишаха Аламгира I.
Асаф-хан был похоронен в Лахоре, в построенной для него падишахом Шах Джаханом великолепной гробнице, которая в настоящее время вместе с расположенным неподалёку мавзолеем Джахангира входит в предварительный список объектов Всемирного наследия ЮНЕСКО в Пакистане.